# Boston Society of Film Critics Awards 2005
La 26ª edizione dei Boston Society of Film Critics Awards si è svolta l'11 dicembre 2005.

## Premi

### Miglior film
- I segreti di Brokeback Mountain (Brokeback Mountain), regia di Ang Lee
  - 2º classificato: Munich, regia di Steven Spielberg

### Miglior attore
- Philip Seymour Hoffman - Truman Capote - A sangue freddo (Capote)
  - 2º classificato: Heath Ledger - I segreti di Brokeback Mountain (Brokeback Mountain)

### Migliore attrice
- Reese Witherspoon - Quando l'amore brucia l'anima - Walk the Line (Walk the Line)
  - 2º classificato: Keira Knightley - Orgoglio e pregiudizio (Pride & Prejudice)

### Miglior attore non protagonista
- Paul Giamatti - Cinderella Man - Una ragione per lottare (Cinderella Man)
  - 2º classificato: Oliver Platt - Casanova e The Ice Harvest

### Migliore attrice non protagonista
- Catherine Keener - 40 anni vergine (The 40 Year Old Virgin), Truman Capote - A sangue freddo (Capote) e La storia di Jack & Rose (The Ballad of Jack and Rose)

### Miglior regista
- Ang Lee - I segreti di Brokeback Mountain (Brokeback Mountain)
  - 2º classificato: Steven Spielberg - Munich

### Migliore sceneggiatura
- Dan Futterman - Truman Capote - A sangue freddo (Capote)
  - 2º classificato: Tony Kushner ed Eric Roth - Munich

### Miglior fotografia
- Robert Elswit - Good Night, and Good Luck.
  - 2º classificato: Rodrigo Prieto - I segreti di Brokeback Mountain (Brokeback Mountain)

### Miglior documentario
- Murderball, regia di Henry Alex Rubin e Dana Adam Shapiro
  - 2º classificato: Grizzly Man, regia di Werner Herzog

### Miglior film in lingua straniera
- Kung Fusion, regia di Stephen Chow  ·  Cina/ Hong Kong
  - 2º classificato: 2046, regia di Wong Kar-wai  ·  Hong Kong

### Miglior regista esordiente
- Joe Wright - Orgoglio e pregiudizio (Pride & Prejudice)
  - 2º classificato: Paul Haggis - Crash - Contatto fisico (Crash)

### Miglior cast
- United 93
  - 2º classificato: Crash - Contatto fisico (Crash)